# Gădălin
Gădălin – wieś w Rumunii, w okręgu Kluż, w gminie Jucu. W 2011 roku liczyła 666 mieszkańców.